# 径書房
株式会社径書房（こみちしょぼう）は、日本の出版社である。

## 概要
筑摩書房で、『展望』『終末から』などの編集長などを務めた原田奈翁雄が、筑摩書房の1978年の経営破綻をうけ退職、1980年に径書房を創業した。1982年から1984年まで季刊『いま、人間として』を発行していた。
1985年に竹井正和が入社し、その後社長となるが、退社し、1989年に出版社リトル・モアを創業した。
1993年に原田奈翁雄は代表を退き相談役となり、2020年現在、代表取締役は1989年に径書房に入社した原田純である。

## 主要出版書籍

### 1980年代
- 臼井吉見編『そのひと - ある出版者の肖像』 1980年10月
- 山代巴『囚われの女たち』
  1. 〈第1部〉霧氷の花 1980年11月
  2. 〈第2部〉金せん花と秋の蝶 1981年6月
  3. 〈第3部〉出船の笛 1981年10月
  4. 〈第4部〉トラジの歌 1982年1月
  5. 〈第5部〉転機の春 1982年5月
  6. 〈第6部〉さそりの眼の下で 1983年7月
  7. 〈第7部〉望楼のもとに渦巻く 1984年1月
  8. 〈第8部〉不逞のきずな 1984年8月
  9. 〈第9部〉火の文字を仰いで 1985年6月
  10. 〈第10部〉 数の季節 1986年10月
- 林竹二『問いつづけて - 教育とは何だろうか』 1981年4月
- 高史明、岡百合子『いのちの行方 - 人間とは何か』 1981年11月
- 渡辺香津美、山下和仁『渡辺香津美山下和仁ギター対話』 1982年3月
- 徳村彰、徳村杜紀子『子どもが主人公 - ひまわり文庫の開設から、「子どもの家」をねがう子どもの署名運動まで』 1982年10月
- 徳村彰、徳村杜紀子『子どもの村へ - 「新しい学校」とのかかわりから「子どもの村」づくりまで』 1982年11月
- 今井美沙子『私は人間が好き - 本を書く私』 1983年4月
- 林洋子『合言葉はクラムボン - 夢の注文うけたまわります』 1983年7月
- 吉岡紗千子『ロックよ、静かに流れよ』 1984年7月 ISBN 4-7705-0015-7
- 田中喜美子『書きたい女たちへ - 体験的文章入門』 1984年9月
- 山口泉『星屑のオペラ』 1985年1月
- 上野英信集
  1. 話の坑口 1985年2月
  2. 奈落の星雲 1985年5月
  3. 燃やしつくす日日 1985年9月
  4. 闇を砦として 1985年12月
  5. 長恨の賦 1986年5月
- 赤木かん子『こちら本の探偵です』 1985年11月
- 小島繁一『ソラシド・ファ! - フルート五十の手習い』 1987年5月
- 鎌田敏夫『飛び出せ!青春』 1988年11月

### 1990年代
- 山代巴文庫　第二期
  1. 岩でできた列島 1990年7月
  2. おかねさん 1992年1月
  3. 荷車の歌 1990年4月
  4. 原爆に生きて 1991年7月
  5. 民話を生む人びと 1991年2月
  6. 私の学んだこと 1990年12月
  7. 夜明けを歩んだ女たち 1990年9月
  8. 千代の青春 1996年6月
- 径書房編『『ちびくろサンボ』絶版を考える』 1990年8月
- 井上龍一郎『ゲルニカ事件 - どちらがほんとの教育か』 1991年3月
- 林竹二『決定版 教育の根底にあるもの』 1991年7月
- パット・パルマー『自分を好きになる本』 1991年10月
- 中山康樹『マイルスを聴け!!』 1992年5月
- 石牟礼道子『十六夜橋』 1992年6月
- 岩浪洋三、中山康樹、寺島靖国『ジャズ地獄への招待状』 1992年7月
- 野村路子『15000人のアンネ・フランク - テレジン収容所に残された4000枚の絵』 1992年12月
- ブライアン・ウイルソン、トッド・ゴールド『ブライアン・ウイルソン自叙伝 - ビーチボーイズ光と影』 1993年5月
- 杉山亮『ぼくは旅にでた - または、行きてかえりし物語』 1993年6月（増補・新装版 2013年5月）
- 高村真理子『アメリカ手話留学記』 1993年8月
- 植田智加子『手でふれた南アフリカ』 1993年11月
- 行方均編『ブルーノート再入門』 1994年5月
- 中山康樹、ピーター・バラカン、市川正二『ジャズ・ロックのおかげです』 1994年10月
- 常蔭純一『私の青空 - 日本女子野球伝』 1995年2月
- 坂本信一『ゴミにまみれて - 清掃作業員青春苦悩篇』 1995年6月
- 文部省『民主主義 - 文部省著作教科書』 1995年8月
- 中山康樹『新・マイルスを聴け!!』 1997年4月 ISBN 4-7705-0157-9
- 竹田青嗣、橋爪大三郎、小林よしのり『ゴーマニズム思想講座 正義・戦争・国家論 - 自分と社会をつなぐ回路』 1997年7月
- 中山康樹『スイングジャーナル青春録 大阪編』 1998年3月
- ばなーまん『ちびくろさんぼのおはなし』 1999年6月
- 灘本昌久『ちびくろサンボよすこやかによみがえれ』 1999年6月
- 中山康樹『スイングジャーナル青春録 東京編』 1999年10月

### 2000年代
- ダフネ・グレイ『ミス・アメリカは聞こえない - 聴覚障害児を育てた母親の記録』（高村真理子監修） 2000年3月
- リンダ・アクレドロ、スーザン・グッドウィン『ベビーサイン - まだ話せない赤ちゃんと話す方法 』 2001年3月
- 竹田青嗣『言語的思考へ - 脱構築と現象学』 2001年12月
- 根本敬『電氣菩薩 - 豚小屋発犬小屋行きの因果宇宙オデッセイ〈上〉』 2002年1月
- 内田樹『女は何を欲望するか?』 2002年11月
- 長谷川博一『たすけて!私は子どもを虐待したくない - 世代連鎖を断ち切る支援』 2003年6月
- 蜂飼耳、大野八生絵『ひとり暮らしののぞみさん』 2003年10月
- 竹田青嗣『近代哲学再考 - 「ほんとう」とは何か―自由論』 2004年1月
- 藤野美奈子、西研『不美人論』 2004年3月
- パール・バック『つなみ　THE BIG WAVE』 2005年2月
- 上関久美子『軟水のお風呂で赤ちゃんの肌に』 2005年8月
- 川良浩和『我々はどこへ行くのか - あるドキュメンタリストからのメッセージ』 2006年7月
- パール・バック『神の火を制御せよ - 原爆をつくった人びと』（丸田浩監修、小林政子訳） 2007年7月
- ヘレン・バナーマン『ちびくろサンボ』 2008年6月
- リーバー・すみ子『アメリカの小学校ではこうやって英語を教えている - 英語が話せない子どものための英語習得プログラム ライミング編』 2008年10月 ISBN 978-4770502018
- ジェイン・プラント『乳がんと牛乳 - がん細胞はなぜ消えたのか』（佐藤章夫訳） 2008年10月

### 2010年代
- リーバー・すみ子『アメリカの小学校では絵本で英語を教えている - 英語が話せない子どものための英語習得プログラム ガイデッド・リーディング編 』 2011年1月
- シェルビー・スティール『白い罪 - 公民権運動はなぜ敗北したか』（藤永康政訳） 2011年4月
- 小川康『僕は日本でたったひとりのチベット医になった - ヒマラヤの薬草が教えてくれたこと』 2011年10月
- 小国綾子『アメリカの少年野球 こんなに日本と違ってた - シャイな息子と泣き虫ママのびっくり異文化体験記』 2013年10月
- 今野雄二『恋の記憶』 2014年1月
- 原田純『ちつのトリセツ 劣化はとまる』 2017年3月 ISBN 978-4-7705-0222-3
  - ヨーロッパ、アメリカ、インドでは常識だが、日本国内では実践している人は少ない中で径書房の女性編集者が出版した日本初の『膣ケア』[1]入門書『ちつのトリセツ 劣化はとまる』は2017年7月1日から3日までアマゾンの「書籍売れ筋ランキング」で売上一位を記録している。日本の女性器タブー視する風潮を批判して 、日本は男女共に女性の膣についての知識不足から膣ケアの必要性を知らな過ぎるのではとの懸念から膣ケア本を出版したと明かしている。径書房の編集者である女性自らが実践するなどして、膣への認知向上やセルフケアの必要性を訴えている[2][3][4][5]。
- Cocco『みなみのしまのはなのいろ』 2019年9月
- 小出裕章『フクシマ事故と東京オリンピック』 2019年12月

### 2020年代
- 矢崎泰久『タバコ天国 - 素晴らしき不健康ライフ』 2020年2月
- 谷川建司『イージー★ライダー敗け犬たちの反逆 - ハリウッドをぶっ壊したピーター・フォンダとデニス・ホッパー』 2020年2月